# Цветков, Георгий (самбист)
Георгий Цветков (род. 17 сентября 1956, Врачанская область) — болгарский самбист, бронзовый призёр чемпионата Европы 1982 года в Варне, чемпион  (1982) и бронзовый призёр (1979) чемпионатов мира, призёр международных турниров. Выступал в первой полусредней весовой категории (до 68 кг). Тренировался под руководством Вачо Вачева и Богомила Атанасова.